# Республика Корея на летних Олимпийских играх 2016

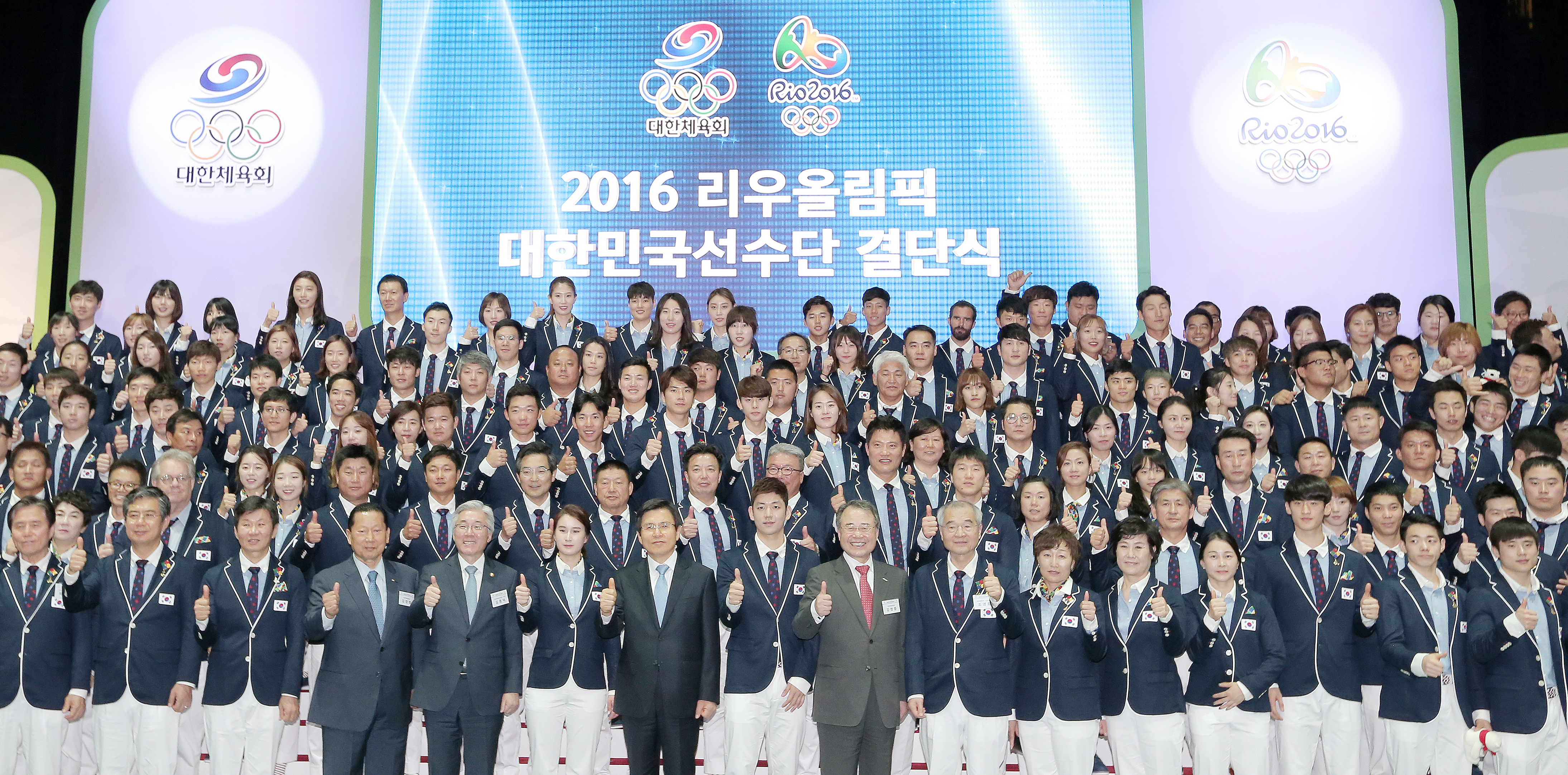
Спортивная делегация Южной Кореи на приёме перед поездкой на Олимпийские игры в Рио-де-Жанейро

Республика Корея на летних Олимпийских играх 2016 года была представлена 207 спортсменами в 24 видах спорта. Это самая малочисленная олимпийская делегация Южной Кореи с 1984 года, когда на Играх в Лос-Анджелесе выступили всего 175 спортсменов.
На церемонии открытия Игр право нести национальный флаг было доверено олимпийскому чемпиону 2012 года в командной сабле фехтовальщику Ку Бон Гилю, а на церемонии закрытия — борцу греко-римского стиля Ким Хён У, который завоевал бронзовую награду в весовой категории до 75 кг. По итогам соревнований на счету корейских спортсменов было 9 золотых, 3 серебряных и 9 бронзовых медалей, что позволило сборной Южной Кореи занять 8-е место в неофициальном медальном зачёте.

## Медали
| Золото  |                                   |                                                       |            |
| №       | Спортсмены                        | Вид спорта (дисциплина)                               | Дата       |
| 1       | Ким У Джин Ку Пон Чхан Ли Сын Юн  | Стрельба из лука (командное первенство, мужчины)      | 6 августа  |
| 2       | Ки Бо Бэ Чхан Хе Джин Чхве Ми Сун | Стрельба из лука (командное первенство, женщины)      | 7 августа  |
| 3       | Пак Сан Ён                        | Фехтование (индивидуальная шпага, мужчины)            | 9 августа  |
| 4       | Чин Джон О                        | Стрельба (пистолет, 50 метров, мужчины)               | 10 августа |
| 5       | Чхан Хе Джин                      | Стрельба из лука (индивидуальное первенство, женщины) | 11 августа |
| 6       | Ку Пон Чхан                       | Стрельба из лука (индивидуальное первенство, мужчины) | 12 августа |
| 7       | Ким Со Хи                         | Тхэквондо (до 49 кг, женщины)                         | 17 августа |
| 8       | О Хе Ри                           | Тхэквондо (до 67 кг, женщины)                         | 19 августа |
| 9       | Инби Пак                          | Гольф (женщины)                                       | 20 августа |
| Серебро |                                   |                                                       |            |
| №       | Спортсмены                        | Вид спорта (дисциплина)                               | Дата       |
| 1       | Чон Богён                         | Дзюдо (до 48 кг, женщины)                             | 6 августа  |
| 2       | Ан Ба Уль                         | Дзюдо (до 66 кг, мужчины)                             | 7 августа  |
| 3       | Ким Джон Хён                      | Стрельба (винтовка лёжа, 50 метров, мужчины)          | 12 августа |
| Бронза  |                                   |                                                       |            |
| №       | Спортсмены                        | Вид спорта (дисциплина)                               | Дата       |
| 1       | Юн Джин Хи                        | Тяжёлая атлетика (до 53 кг, женщины)                  | 7 августа  |
| 2       | Квак Тонхан                       | Дзюдо (до 90 кг, мужчины)                             | 10 августа |
| 3       | Ким Джон Хван                     | Фехтование (индивидуальная сабля, мужчины)            | 10 августа |
| 4       | Ки Бо Бэ                          | Стрельба из лука (индивидуальное первенство, женщины) | 11 августа |
| 5       | Ким Хён У                         | Борьба (греко-римская борьба, до 75 кг, мужчины)      | 14 августа |
| 6       | Ким Тхэ Хун                       | Тхэквондо (до 58 кг, мужчины)                         | 17 августа |
| 7       | Чон Гён Ын Син Сын Чхан           | Бадминтон (парный разряд, женщины)                    | 18 августа |
| 8       | Ли Дэ Хун                         | Тхэквондо (до 68 кг, мужчины)                         | 18 августа |
| 9       | Чха Дон Мин                       | Тхэквондо (свыше 80 кг, мужчины)                      | 20 августа |

## Состав сборной
Академическая гребля
1. Ким Дон Ён
2. Ким Е Джи

 Бадминтон
1. Ким Са Ран
2. Ким Ги Джон
3. Ко Сон Хён
4. Ли Дон Гын
5. Ли Ён Дэ
6. Сон Ван Хо
7. Ю Ён Сон
8. Пэ Ён Джу
9. Ким Ха На
10. Ли Со Хи
11. Сон Джи Хён
12. Чан Йе На
13. Чон Гён Ын
14. Син Сын Чхан

 Бокс
1. Хам Сан Мён

 Борьба
Вольная борьба
1. Ким Гван Ук
2. Юн Джун Сик

Греко-римская борьба
1. Ким Хён У
2. Ли Джон Бэк
3. Рю Хан Су

Велоспорт
 Шоссейный велоспорт
1. Ким Ок Чхоль
2. Со Джун Ён
3. На А Рым

 Трековый велоспорт
1. Кан Дон Джин
2. Им Чхэ Бин
3. Сон Джэ Ён
4. Пак Сан Хун
5. Ли Хе Чин

 Волейбол
1. Ём Хе Сон
2. Ким Ён Кун
3. Ким Су Джи
4. Ким Хе Ран
5. Ким Хи Джин
6. Ли Джэ Ён
7. Ли Хё Хи
8. Нам Джи Ён
9. Пак Джон А
10. Пэ Ю На
11. Хван Юн Джу
12. Ян Хё Джин

 Гандбол
1. Квон Хан На
2. Ким Джин И
3. Ким Он А
4. Ли Ын Би
5. Нам Ён Син
6. Ох Ё Ран
7. Пак Ми Ра
8. Рю Ын Хи
9. Сим Хе Ин
10. Сон Хаи Лим
11. У Сун Хи
12. Чжон Ю Ра
13. Чхве Су Мин
14. Ю Со Ён
15. Ю Хюн Чжи

 Гольф
1. Ан Бён Хун
2. Ван Чун Хун
3. Инби Пак
4. Ким Сей Ён
5. Чхун Ин Ги
6. Эми Ян

Гребля на байдарках и каноэ
 Гребля на гладкой воде
1. Чо Гван Хи
2. Чхве Мин Гю

 Дзюдо
1. Ан Ба Уль
2. Ан Чхан Лим
3. Квак Тонхан
4. Ким Вон Джин
5. Ким Сон Мин
6. Ли Сын Су
7. Чо Гу Хам
8. Ким Джан Ди
9. Ким Минджон
10. Ким Сон Ён
11. Пак Чи Юн
12. Чон Богён

 Конный спорт
1. Квота 1

 Лёгкая атлетика
1. Квота 1
2. Квота 2
3. Квота 3
4. Квота 4
5. Квота 5
6. Квота 6
7. Квота 7
8. Квота 8
9. Квота 9
10. Квота 10
11. Квота 11
12. Квота 12
13. Квота 13
14. Квота 14
15. Квота 15

 Настольный теннис
1. Ли Сан Су
2. Чон Ён Сик
3. Чу Се Хёк
4. Со Хё Вон
5. Чон Джи Хи
6. Ян Хе Ун

 Парусный спорт
1. Квота 1
2. Квота 2
3. Квота 3
4. Квота 4

 Плавание
1. Вон Ён Джон
2. Пак Тхэ Хван
3. Чхве Гю Ун
4. Ан Се Хён
5. Бак Су Ён
6. Ким Со Ён
7. Нам Ю Сун
8. Пак Джин Ён
9. Пэк Су Ён

 Прыжки в воду
1. У Ха Рам

 Современное пятиборье
1. Чун Вон Дэ
2. Чун Джин Хва
3. Ким Сун У

 Спортивная гимнастика
1. Ким Хан Сол
2. Ли Сан Вук
3. Пак Мин Су
4. Шин Дон Хен
5. Ю Вон Чхоль
6. Ли Ын Джу

 Стрельба
1. Кан Мин Су
2. Квон Джун Чхоль
3. Ким Джон Хён
4. Ким Джун Хон
5. Ким Хён Джун
6. Ли Дэ Мюн
7. Хан Сын У
8. Чин Джон О
9. Чун Джи Гын
10. Квак Джун Хе
11. Ким Джан Ми
12. Ким Минджон
13. Ким Ын Хе
14. Пак Хэ Ми
15. Хван Сон Ын
16. Чан Кым Ён
17. Ю Со Ён

 Стрельба из лука
1. Ким У Джин
2. Ку Пон Чхан
3. Ли Сын Юн
4. Ки Бо Бэ
5. Чхан Хе Джин
6. Чхве Ми Сун

 Тхэквондо
1. Квота 1
2. Квота 2
3. Квота 3
4. Квота 4
5. Квота 5

 Тяжёлая атлетика
1. Юн Джин Хи
2. Квота 2
3. Квота 3
4. Квота 4
5. Квота 5
6. Квота 6
7. Квота 7

 Фехтование
1. Ким Джон Хван
2. Ку Бон Гиль
3. Хо Джун
4. Квота 4
5. Квота 5
6. Квота 6
7. Кан Ён Ми
8. Нам Хён Хи
9. Син А Рам
10. Чон Хи Сук
11. Чхве Ин Джон
12. Квота 12
13. Квота 13
14. Квота 14

 Футбол
1. Квота 1
2. Квота 2
3. Квота 3
4. Квота 4
5. Квота 5
6. Квота 6
7. Квота 7
8. Квота 8
9. Квота 9
10. Квота 10
11. Квота 11
12. Квота 12
13. Квота 13
14. Квота 14
15. Квота 15
16. Квота 16
17. Квота 17
18. Квота 18

 Хоккей на траве
1. Квота 1
2. Квота 2
3. Квота 3
4. Квота 4
5. Квота 5
6. Квота 6
7. Квота 7
8. Квота 8
9. Квота 9
10. Квота 10
11. Квота 11
12. Квота 12
13. Квота 13
14. Квота 14
15. Квота 15
16. Квота 16

 Художественная гимнастика
1. Сон Ён Чжэ

## Результаты соревнований

### Академическая гребля
В следующий раунд из каждого заезда проходят несколько лучших экипажей (в зависимости от дисциплины). В отборочный заезд попадают спортсмены, выбывшие в предварительном раунде. В финал A выходят 6 сильнейших экипажей, остальные разыгрывают места в утешительных финалах B-F.
Мужчины
| Соревнование | Спортсмены | Предварительный заезд | Предварительный заезд | Предварительный заезд | Отборочный заезд | Отборочный заезд | Отборочный заезд | Четвертьфинал | Четвертьфинал | Четвертьфинал | Полуфинал     | Полуфинал     | Полуфинал     | Финал   | Финал   | Итоговое место |
| Соревнование | Спортсмены | Заезд                 | Время                 | Место                 | Заезд            | Время            | Место            | Заезд         | Время         | Место         | Заезд         | Время         | Место         | Время   | Место   | Итоговое место |
| ------------ | ---------- | --------------------- | --------------------- | --------------------- | ---------------- | ---------------- | ---------------- | ------------- | ------------- | ------------- | ------------- | ------------- | ------------- | ------- | ------- | -------------- |
| одиночки     | Ким Дон Ён | 4                     | 7:20,85               | 4                     | 2                | 7:12,96          | 1 Q              | 1             | 7:05,69       | 5             | Полуфинал C/D | Полуфинал C/D | Полуфинал C/D | Финал C | Финал C | 17             |
| одиночки     | Ким Дон Ён | 4                     | 7:20,85               | 4                     | 2                | 7:12,96          | 1 Q              | 1             | 7:05,69       | 5             | 2             | 7:20,10       | 3 QC          | 6:59,72 | 5       | 17             |

Женщины
| Соревнование | Спортсмены | Предварительный заезд | Предварительный заезд | Предварительный заезд | Отборочный заезд | Отборочный заезд | Отборочный заезд | Четвертьфинал | Четвертьфинал | Четвертьфинал | Полуфинал     | Полуфинал     | Полуфинал     | Финал | Финал | Итоговое место |
| Соревнование | Спортсмены | Заезд                 | Время                 | Место                 | Заезд            | Время            | Место            | Заезд         | Время         | Место         | Заезд         | Время         | Место         | Время | Место | Итоговое место |
| ------------ | ---------- | --------------------- | --------------------- | --------------------- | ---------------- | ---------------- | ---------------- | ------------- | ------------- | ------------- | ------------- | ------------- | ------------- | ----- | ----- | -------------- |
| одиночки     | Ким Е Джи  | 1                     | 8:24,79               | 4                     | 2                | 7:59,59          | 1 Q              | 1             | 7:51,80       | 4             | Полуфинал C/D | Полуфинал C/D | Полуфинал C/D | Финал | Финал |                |
| одиночки     | Ким Е Джи  | 1                     | 8:24,79               | 4                     | 2                | 7:59,59          | 1 Q              | 1             | 7:51,80       | 4             |               |               |               |       |       |                |

### Бадминтон
Одиночный разряд
| Соревнование | Спортсмены  | Групповой этап | Групповой этап | Групповой этап | 1/8 финала | 1/4 финала | 1/2 финала | Финал | Итоговое место |
| Соревнование | Спортсмены  | 1 матч         | 2 матч         | Место          | 1/8 финала | 1/4 финала | 1/2 финала | Финал | Итоговое место |
| ------------ | ----------- | -------------- | -------------- | -------------- | ---------- | ---------- | ---------- | ----- | -------------- |
| мужчины      | Сон Ван Хо  | Группа         | Группа         | Группа         |            |            |            |       |                |
| мужчины      | Сон Ван Хо  |                |                |                |            |            |            |       |                |
| мужчины      | Ли Дон Гын  | Группа         | Группа         | Группа         |            |            |            |       |                |
| мужчины      | Ли Дон Гын  |                |                |                |            |            |            |       |                |
| женщины      | Сон Джи Хён | Группа         | Группа         | Группа         |            |            |            |       |                |
| женщины      | Сон Джи Хён |                |                |                |            |            |            |       |                |
| женщины      | Пэ Ён Джу   | Группа         | Группа         | Группа         |            |            |            |       |                |
| женщины      | Пэ Ён Джу   |                |                |                |            |            |            |       |                |

Парный разряд
| Соревнование | Спортсмены              | Групповой этап | Групповой этап | Групповой этап | Групповой этап | 1/4 финала | 1/2 финала | Финал | Итоговое место |
| Соревнование | Спортсмены              | 1 матч         | 2 матч         | 3 матч         | Место          | 1/4 финала | 1/2 финала | Финал | Итоговое место |
| ------------ | ----------------------- | -------------- | -------------- | -------------- | -------------- | ---------- | ---------- | ----- | -------------- |
| мужчины      | Ли Ён Дэ Ю Ён Сон       | Группа         | Группа         | Группа         | Группа         |            |            |       |                |
| мужчины      | Ли Ён Дэ Ю Ён Сон       |                |                |                |                |            |            |       |                |
| мужчины      | Ким Ги Джон Ким Са Ран  | Группа         | Группа         | Группа         | Группа         |            |            |       |                |
| мужчины      | Ким Ги Джон Ким Са Ран  |                |                |                |                |            |            |       |                |
| женщины      | Чон Гён Ын Син Сын Чхан | Группа         | Группа         | Группа         | Группа         |            |            |       |                |
| женщины      | Чон Гён Ын Син Сын Чхан |                |                |                |                |            |            |       |                |
| женщины      | Чан Йе На Ли Со Хи      | Группа         | Группа         | Группа         | Группа         |            |            |       |                |
| женщины      | Чан Йе На Ли Со Хи      |                |                |                |                |            |            |       |                |
| микст        | Ко Сун Хюн Ким Ха На    | Группа         | Группа         | Группа         | Группа         |            |            |       |                |
| микст        | Ко Сун Хюн Ким Ха На    |                |                |                |                |            |            |       |                |

### Бокс
Квоты, завоёванные спортсменами являются именными. Если от одной страны путёвки на Игры завоюют два и более спортсмена, то право выбора боксёра предоставляется национальному Олимпийскому комитету. Соревнования по боксу проходят по системе плей-офф. Для победы в олимпийском турнире боксёру необходимо одержать либо четыре, либо пять побед в зависимости от жеребьёвки соревнований. Оба спортсмена, проигравшие в полуфинальных поединках, становятся обладателями бронзовых наград.
Мужчины
| Категория | Спортсмены  | Первый раунд       | Второй раунд       | Четвертьфинал      | Полуфинал          | Финал              | Место |
| Категория | Спортсмены  | Соперник Результат | Соперник Результат | Соперник Результат | Соперник Результат | Соперник Результат | Место |
| --------- | ----------- | ------------------ | ------------------ | ------------------ | ------------------ | ------------------ | ----- |
| до 56 кг  | Хам Сан Мён |                    |                    |                    |                    |                    |       |

### Борьба
В соревнованиях по борьбе, как и на предыдущих трёх Играх, будет разыгрываться 18 комплектов наград. По 6 у мужчин в вольной и греко-римской борьбе и 6 у женщин в вольной борьбе. Турнир пройдёт по олимпийской системе с выбыванием. В утешительный раунд попадают участники, проигравшие в своих поединках будущим финалистам соревнований. Каждый поединок состоит из двух раундов по 3 минуты, победителем становится спортсмен, набравший большее количество технических очков. По окончании схватки, в зависимости от результатов спортсменам начисляются классификационные очки.
Мужчины
Вольная борьба
| Категория | Спортсмены  | Первый раунд       | 1/8 финала         | Четвертьфинал      | Полуфинал          | Финал              | Место |
| Категория | Спортсмены  | Соперник Результат | Соперник Результат | Соперник Результат | Соперник Результат | Соперник Результат | Место |
| --------- | ----------- | ------------------ | ------------------ | ------------------ | ------------------ | ------------------ | ----- |
| до 57 кг  | Юн Джун Сик |                    |                    |                    |                    |                    |       |
| до 86 кг  | Ким Гван Ук |                    |                    |                    |                    |                    |       |

Греко-римская борьба
| Категория | Спортсмены   | Первый раунд       | 1/8 финала         | Четвертьфинал      | Полуфинал          | Финал              | Место |
| Категория | Спортсмены   | Соперник Результат | Соперник Результат | Соперник Результат | Соперник Результат | Соперник Результат | Место |
| --------- | ------------ | ------------------ | ------------------ | ------------------ | ------------------ | ------------------ | ----- |
| до 59 кг  | Ли Джун Баик |                    |                    |                    |                    |                    |       |
| до 66 кг  | Рю Хан Су    |                    |                    |                    |                    |                    |       |
| до 75 кг  | Ким Хён У    |                    |                    |                    |                    |                    |       |

### Велоспорт

#### Шоссейный велоспорт
Мужчины
| Соревнование    | Спортсмены   | Время | Место | Отставание |
| --------------- | ------------ | ----- | ----- | ---------- |
| групповая гонка | Ким Ок Чхоль | DNF   | DNF   | DNF        |
| групповая гонка | Со Джун Ён   | DNF   | DNF   | DNF        |

Женщины
| Соревнование    | Спортсмены | Время   | Место | Отставание |
| --------------- | ---------- | ------- | ----- | ---------- |
| групповая гонка | На А Рым   | 3:58:03 | 30    | +6:36      |

#### Трековый велоспорт
Спринт
| Соревнование | Спортсмены  | Квалификация   | Квалификация | Раунд 1                 | Утешительный заезд       | Раунд 2                 | Утешительный заезд       | Четвертьфинал           | Полуфинал               | Финал                    | Место |
| Соревнование | Спортсмены  | Время Скорость | Место        | Соперник Время Скорость | Соперники Время Скорость | Соперник Время Скорость | Соперники Время Скорость | Соперник Время Скорость | Соперник Время Скорость | Соперники Время Скорость | Место |
| ------------ | ----------- | -------------- | ------------ | ----------------------- | ------------------------ | ----------------------- | ------------------------ | ----------------------- | ----------------------- | ------------------------ | ----- |
| мужчины      | Им Чхве Бин |                |              |                         |                          |                         |                          |                         |                         |                          |       |
| мужчины      | Ган Дон Чин |                |              |                         |                          |                         |                          |                         |                         |                          |       |

Командный спринт
| Соревнование | Спортсмены                         | Квалификация   | Квалификация | Полуфинал               | Полуфинал | Финал                   | Место |
| Соревнование | Спортсмены                         | Время Скорость | Место        | Соперник Время Скорость | Место     | Соперник Время Скорость | Место |
| ------------ | ---------------------------------- | -------------- | ------------ | ----------------------- | --------- | ----------------------- | ----- |
| мужчины      | Им Чхве Бин Ган Дон Чин Сон Чжэ Ён |                |              |                         |           |                         |       |

Кейрин
| Соревнование | Спортсмены  | Первый раунд | Первый раунд | Утешительный заезд | Утешительный заезд | Второй раунд | Второй раунд | Финал | Итоговое место |
| Соревнование | Спортсмены  | Заезд        | Место        | Заезд              | Место              | Заезд        | Место        | Место | Итоговое место |
| ------------ | ----------- | ------------ | ------------ | ------------------ | ------------------ | ------------ | ------------ | ----- | -------------- |
| мужчины      | Им Чхве Бин |              |              |                    |                    |              |              |       |                |
| мужчины      | Ган Дон Чин |              |              |                    |                    |              |              |       |                |
| женщины      | Ли Хе Чин   |              |              |                    |                    |              |              |       |                |

Омниум
| Соревнование | Спортсмены  | Круг с хода | Круг с хода | Гонка по очкам | Гонка по очкам | Гонка с выбыванием | Гонка преследования | Гонка преследования | Скретч | Гит с места | Гит с места | Сумма очков | Итоговое место |
| Соревнование | Спортсмены  | Время       | Место       | Очки           | Место          | Место              | Время               | Место               | Место  | Время       | Место       | Сумма очков | Итоговое место |
| ------------ | ----------- | ----------- | ----------- | -------------- | -------------- | ------------------ | ------------------- | ------------------- | ------ | ----------- | ----------- | ----------- | -------------- |
| мужчины      | Пак Сан Хун |             |             |                |                |                    |                     |                     |        |             |             |             |                |

### Водные виды спорта

#### Плавание
В следующий раунд на каждой дистанции проходят спортсмены, показавшие лучший результат, независимо от места, занятого в своём заплыве.
Мужчины
| Дистанция                  | Спортсмены   | Предварительный раунд | Предварительный раунд | Предварительный раунд | Полуфинал            | Полуфинал            | Полуфинал            | Финал                | Финал                |
| Дистанция                  | Спортсмены   | Заплыв                | Результат             | Место                 | Заплыв               | Результат            | Место                | Результат            | Место                |
| -------------------------- | ------------ | --------------------- | --------------------- | --------------------- | -------------------- | -------------------- | -------------------- | -------------------- | -------------------- |
| 100 метров вольным стилем  | Пак Тхэ Хван | 4                     | 49,24                 | 32                    | завершил выступление | завершил выступление | завершил выступление | завершил выступление | завершил выступление |
| 200 метров вольным стилем  | Пак Тхэ Хван | 6                     | 1:48,06               | 29                    | завершил выступление | завершил выступление | завершил выступление | завершил выступление | завершил выступление |
| 400 метров вольным стилем  | Пак Тхэ Хван | 6                     | 3:45,63               | 10                    | не проводится        | не проводится        | не проводится        | завершил выступление | завершил выступление |
| 1500 метров вольным стилем | Пак Тхэ Хван |                       |                       |                       | не проводится        | не проводится        | не проводится        |                      |                      |
| 100 метров на спине        | Вон Ён Джон  | 2                     | 55,05                 | 30                    | завершил выступление | завершил выступление | завершил выступление | завершил выступление | завершил выступление |
| 200 метров брассом         | Чхве Гю Ун   | 2                     | 2:13,36               | 31                    | завершил выступление | завершил выступление | завершил выступление | завершил выступление | завершил выступление |

Женщины
| Дистанция                        | Спортсмены  | Предварительный раунд | Предварительный раунд | Предварительный раунд | Полуфинал             | Полуфинал             | Полуфинал             | Финал                 | Финал                 |
| Дистанция                        | Спортсмены  | Заплыв                | Результат             | Место                 | Заплыв                | Результат             | Место                 | Результат             | Место                 |
| -------------------------------- | ----------- | --------------------- | --------------------- | --------------------- | --------------------- | --------------------- | --------------------- | --------------------- | --------------------- |
| 100 метров баттерфляем           | Ан Се Хён   | 5                     | 57,80                 | 10 Q                  | 2                     | 57,95                 | 9                     | завершила выступление | завершила выступление |
| 200 метров баттерфляем           | Ан Се Хён   | 2                     | 2:08,42               | 13 Q                  | 2                     | 2:08,69               | 13                    | завершила выступление | завершила выступление |
| 200 метров баттерфляем           | Пак Джин Ён | 4                     | 2:09,99               | 21                    | завершила выступление | завершила выступление | завершила выступление | завершила выступление | завершила выступление |
| 200 метров брассом               | Бак Су Ён   | 2                     | 2:32,79               | 29                    | завершила выступление | завершила выступление | завершила выступление | завершила выступление | завершила выступление |
| 200 метров комплексным плаванием | Ким Со Ён   | 2                     | 2:11,75               | 10 Q                  | 1                     | 2:12,15               | 12                    | завершила выступление | завершила выступление |
| 200 метров комплексным плаванием | Нам Ю Сун   | 1                     | 2:16,11               | 32                    | завершила выступление | завершила выступление | завершила выступление | завершила выступление | завершила выступление |

#### Прыжки в воду
Мужчины
| Соревнование      | Спортсмены | Предварительный раунд | Предварительный раунд | Полуфинал | Полуфинал | Финал     | Финал |
| Соревнование      | Спортсмены | Результат             | Место                 | Результат | Место     | Результат | Место |
| ----------------- | ---------- | --------------------- | --------------------- | --------- | --------- | --------- | ----- |
| трамплин, 3 метра | У Ха Рам   |                       |                       |           |           |           |       |
| вышка, 10 метров  | У Ха Рам   |                       |                       |           |           |           |       |

### Волейбол

#### Волейбол

##### Женщины
Женская сборная Республики Кореи квалифицировалась на Игры, заняв четвёртое место по итогам мирового квалификационного турнира.
Состав команды
| Номер                   | Имя                     | Дата рождения           | Рост, см                | Клуб                    | Игры                    | Очки                    | Очки                    | Очки                    | Всего очков             |
| Номер                   | Имя                     | Дата рождения           | Рост, см                | Клуб                    | Игры                    | Атака                   | Подача                  | Блок                    | Всего очков             |
| Центральные блокирующие | Центральные блокирующие | Центральные блокирующие | Центральные блокирующие | Центральные блокирующие | Центральные блокирующие | Центральные блокирующие | Центральные блокирующие | Центральные блокирующие | Центральные блокирующие |
| ----------------------- | ----------------------- | ----------------------- | ----------------------- | ----------------------- | ----------------------- | ----------------------- | ----------------------- | ----------------------- | ----------------------- |
|                         |                         |                         |                         |                         |                         |                         |                         |                         |                         |
| Связующие               |                         |                         |                         |                         |                         |                         |                         |                         |                         |
|                         |                         |                         |                         |                         |                         |                         |                         |                         |                         |
| Диагональные            |                         |                         |                         |                         |                         |                         |                         |                         |                         |
|                         |                         |                         |                         |                         |                         |                         |                         |                         |                         |
| Доигровщики             |                         |                         |                         |                         |                         |                         |                         |                         |                         |
|                         |                         |                         |                         |                         |                         |                         |                         |                         |                         |
| Либеро                  |                         |                         |                         |                         |                         |                         |                         |                         |                         |
|                         |                         |                         |                         |                         |                         |                         |                         |                         |                         |

| Имя           | Гражданство | Дата рождения |
| ------------- | ----------- | ------------- |
| Ли Чжон Чхоль | Южная Корея |               |

Результаты
Групповой этап (Группа A)
|                     | Матчи | Матчи | Очки | Сеты | Сеты | Сеты  | Мячи | Мячи | Мячи  |
| В                   | П     | В     | Очки | П    | В:П  | В     | П    | В:П  |       |
| ------------------- | ----- | ----- | ---- | ---- | ---- | ----- | ---- | ---- | ----- |
| 1. Бразилия         | 5     | 0     | 15   | 15   | 0    | max   | 377  | 272  | 1,386 |
| 2. Россия           | 4     | 1     | 12   | 12   | 4    | 3,000 | 393  | 323  | 1,217 |
| 3. Республика Корея | 3     | 2     | 9    | 10   | 7    | 1,429 | 384  | 372  | 1,032 |
| 4. Япония           | 2     | 3     | 6    | 7    | 9    | 0,778 | 347  | 364  | 0,953 |
| 5. Аргентина        | 1     | 4     | 2    | 3    | 14   | 0,214 | 319  | 407  | 0,784 |
| 6. Камерун          | 0     | 5     | 1    | 2    | 15   | 0,133 | 328  | 410  | 0,800 |

| 6 августа 2016 09:30 UTC-3 |

| Япония                                             | 1:3  | Республика Корея |
| (25:19, 15:25, 17:25, 21:25) Результат, Статистика |      |                  |
| Мию Нагаока 19                                     | Очки | 30 Ким Ён Кун    |

| Мараканазинью, Рио-де-Жанейро Зрителей: 5760 Судьи: Денни Сеспедес, Патрисия Рольф |

| 8 августа 2016 20:30 UTC-3 |

| Россия                                             | 3:1  | Республика Корея |
| (25:23, 23:25, 25:23, 25:14) Результат, Статистика |      |                  |
| Наталия Гончарова, Татьяна Кошелева 22             | Очки | 20 Ким Ён Кун    |

| Мараканазинью, Рио-де-Жанейро Зрителей: 5398 Судьи: Пётр Дудек, Ибрагим Аль-Наама |

### Гандбол

#### Женщины
Женская сборная Республики Корея квалифицировалась на Игры, одержав победу на азиатском квалификационном турнире.
Состав
| Номер         | Имя     | Дата рождения | Рост, см | Вес, кг | Клуб    | Игры    | Голы    |
| Вратари       | Вратари | Вратари       | Вратари  | Вратари | Вратари | Вратари | Вратари |
| ------------- | ------- | ------------- | -------- | ------- | ------- | ------- | ------- |
|               |         |               |          |         |         |         |         |
| Крайние       |         |               |          |         |         |         |         |
|               |         |               |          |         |         |         |         |
| Разыгрывающие |         |               |          |         |         |         |         |
|               |         |               |          |         |         |         |         |
| Полусредние   |         |               |          |         |         |         |         |
|               |         |               |          |         |         |         |         |
| Линейные      |         |               |          |         |         |         |         |
|               |         |               |          |         |         |         |         |

| Имя         | Гражданство | Дата рождения |
| ----------- | ----------- | ------------- |
| Им Ён Чхоль | Южная Корея | 15 июня 1960  |

Результаты
Групповой этап (Группа B)
| Место | Команда          | И | В | Н | П | ГЗ  | ГП  | +/- | Очки |
| ----- | ---------------- | - | - | - | - | --- | --- | --- | ---- |
| 1     | Россия           | 5 | 5 | 0 | 0 | 165 | 147 | +18 | 10   |
| 2     | Франция          | 5 | 4 | 0 | 1 | 118 | 93  | +25 | 8    |
| 3     | Швеция           | 5 | 2 | 1 | 2 | 150 | 141 | +9  | 5    |
| 4     | Нидерланды       | 5 | 1 | 2 | 2 | 135 | 135 | 0   | 4    |
| 5     | Республика Корея | 5 | 1 | 1 | 3 | 130 | 136 | -6  | 3    |
| 6     | Аргентина        | 5 | 0 | 0 | 5 | 101 | 147 | -46 | 0    |

| 6 августа 2016 14:40 UTC-3 | Россия            | 30:25   | Республика Корея      | Арена ду Футуру, Рио-де-Жанейро Зрителей: 6975 Судьи: Сантуш, Фонсека (POR) |
| 6 августа 2016 14:40 UTC-3 | Марина Судакова 6 | (12:13) | 6 Чжун Ю Ра, Ким Он А | Арена ду Футуру, Рио-де-Жанейро Зрителей: 6975 Судьи: Сантуш, Фонсека (POR) |
| 6 августа 2016 14:40 UTC-3 | 3×                | Отчёт   | 7× 4×                 | Арена ду Футуру, Рио-де-Жанейро Зрителей: 6975 Судьи: Сантуш, Фонсека (POR) |

| 8 августа 2016 09:30 UTC-3 | Республика Корея | 28:31   | Швеция          | Арена ду Футуру, Рио-де-Жанейро Зрителей: 3875 Судьи: Рёэн, Арнтсен (NOR) |
| 8 августа 2016 09:30 UTC-3 | У Сун Хи 7       | (15:16) | 7 Натали Хагман | Арена ду Футуру, Рио-де-Жанейро Зрителей: 3875 Судьи: Рёэн, Арнтсен (NOR) |
| 8 августа 2016 09:30 UTC-3 | 3× 4×            | Отчёт   | 5× 4×           | Арена ду Футуру, Рио-де-Жанейро Зрителей: 3875 Судьи: Рёэн, Арнтсен (NOR) |

| 10 августа 2016 19:50 UTC-3 | Нидерланды | − : − | Республика Корея | Фьючер Арена, Рио-де-Жанейро |
| 10 августа 2016 19:50 UTC-3 |            |       |                  | Фьючер Арена, Рио-де-Жанейро |
| 10 августа 2016 19:50 UTC-3 |            |       |                  | Фьючер Арена, Рио-де-Жанейро |

| 12 августа 2016 21:50 UTC-3 | Республика Корея | − : − | Франция | Фьючер Арена, Рио-де-Жанейро |
| 12 августа 2016 21:50 UTC-3 |                  |       |         | Фьючер Арена, Рио-де-Жанейро |
| 12 августа 2016 21:50 UTC-3 |                  |       |         | Фьючер Арена, Рио-де-Жанейро |

| 14 августа 2016 21:50 UTC-3 | Аргентина | − : − | Республика Корея | Фьючер Арена, Рио-де-Жанейро |
| 14 августа 2016 21:50 UTC-3 |           |       |                  | Фьючер Арена, Рио-де-Жанейро |
| 14 августа 2016 21:50 UTC-3 |           |       |                  | Фьючер Арена, Рио-де-Жанейро |

### Гимнастика

#### Спортивная гимнастика
В квалификационном раунде проходил отбор, как в финал командного многоборья, так и в финалы личных дисциплин. В финал индивидуального многоборья отбиралось 24 спортсмена с наивысшими результатами, а в финалы отдельных упражнений по 8 спортсменов, причём в финале личных дисциплин страна не могла быть представлена более, чем 2 спортсменами. В командном многоборье в квалификации на каждом снаряде выступали по 4 спортсмена, а в зачёт шли три лучших результата. В финале командных соревнований на каждом снаряде выступало по три спортсмена и все три результата шли в зачёт.
Мужчины
Многоборья
| Соревнование         | Спортсмены  | Квалификация        | Квалификация | Квалификация | Квалификация   | Квалификация        | Квалификация | Квалификация | Квалификация | Финал                 | Финал                 | Финал                 | Финал                 | Финал                 | Финал                 | Финал                 | Финал                 |
| Соревнование         | Спортсмены  | Вольные выступления | Конь         | Кольца       | Опорный прыжок | Параллельные брусья | Перекладина  | Всего        | Место        | Вольные выступления   | Конь                  | Кольца                | Опорный прыжок        | Параллельные брусья   | Перекладина           | Всего                 | Место                 |
| -------------------- | ----------- | ------------------- | ------------ | ------------ | -------------- | ------------------- | ------------ | ------------ | ------------ | --------------------- | --------------------- | --------------------- | --------------------- | --------------------- | --------------------- | --------------------- | --------------------- |
| личное многоборье    | Пак Мин Су  | 13,400              | 13,600       | 14,400       | 14,033         | 15,033              | 14,800       | 85,266       | 27           | Завершил выступление  | Завершил выступление  | Завершил выступление  | Завершил выступление  | Завершил выступление  | Завершил выступление  | Завершил выступление  | Завершил выступление  |
| командное многоборье | Ким Хан Сол | 14,266              | 12,900       |              | 12,633         |                     | 11,666       |              |              | Завершили выступление | Завершили выступление | Завершили выступление | Завершили выступление | Завершили выступление | Завершили выступление | Завершили выступление | Завершили выступление |
| командное многоборье | Ли Сан Вук  | 14,333              | 14,033       | 13,500       |                | 14,633              | 14,066       |              |              | Завершили выступление | Завершили выступление | Завершили выступление | Завершили выступление | Завершили выступление | Завершили выступление | Завершили выступление | Завершили выступление |
| командное многоборье | Пак Мин Су  | 13,400              | 13,600       | 14,400       | 14,033         | 15,033              | 14,800       |              |              | Завершили выступление | Завершили выступление | Завершили выступление | Завершили выступление | Завершили выступление | Завершили выступление | Завершили выступление | Завершили выступление |
| командное многоборье | Син Дон Хён | 13,966              | 13,775       |              | 15,100         | 13,800              |              |              |              | Завершили выступление | Завершили выступление | Завершили выступление | Завершили выступление | Завершили выступление | Завершили выступление | Завершили выступление | Завершили выступление |
| командное многоборье | Ю Вон Чхоль |                     |              | 14,733       | 14,333         | 14,441              | 14,600       |              |              | Завершили выступление | Завершили выступление | Завершили выступление | Завершили выступление | Завершили выступление | Завершили выступление | Завершили выступление | Завершили выступление |
| командное многоборье | всего       | 42,565              | 41,408       | 42,633       | 43,466         | 44,107              | 43,466       | 257,645      | 11           | Завершили выступление | Завершили выступление | Завершили выступление | Завершили выступление | Завершили выступление | Завершили выступление | Завершили выступление | Завершили выступление |

Индивидуальные упражнения
| Соревнование        | Спортсмены  | Квалификация | Квалификация | Финал                | Финал                |
| Соревнование        | Спортсмены  | Очки         | Место        | Очки                 | Место                |
| ------------------- | ----------- | ------------ | ------------ | -------------------- | -------------------- |
| вольные упражнения  | Ли Сан Вук  | 14,333       | 32           | Завершил выступление | Завершил выступление |
| вольные упражнения  | Ким Хан Сол | 14,266       | 35           | Завершил выступление | Завершил выступление |
| вольные упражнения  | Шин Дон Хен | 13,966       | 48           | Завершил выступление | Завершил выступление |
| вольные упражнения  | Пак Мин Су  | 13,400       | 60           | Завершил выступление | Завершил выступление |
| конь                | Ли Сан Вук  | 14,033       | 41           | Завершил выступление | Завершил выступление |
| конь                | Шин Дон Хен | 13,775       | 48           | Завершил выступление | Завершил выступление |
| конь                | Пак Мин Су  | 13,600       | 53           | Завершил выступление | Завершил выступление |
| конь                | Ким Хан Сол | 12,900       | 63           | Завершил выступление | Завершил выступление |
| кольца              | Ю Вон Чхоль | 14,733       | 19           | Завершил выступление | Завершил выступление |
| кольца              | Пак Мин Су  | 14,400       | 30           | Завершил выступление | Завершил выступление |
| кольца              | Ли Сан Вук  | 13,500       | 60           | Завершил выступление | Завершил выступление |
| опорный прыжок      | Ким Хан Сол | 13,749       | 17           | Завершил выступление | Завершил выступление |
| параллельные брусья | Пак Мин Су  | 15,033       | 24           | Завершил выступление | Завершил выступление |
| параллельные брусья | Ли Сан Вук  | 14,633       | 41           | Завершил выступление | Завершил выступление |
| параллельные брусья | Ю Вон Чхоль | 14,441       | 45           | Завершил выступление | Завершил выступление |
| параллельные брусья | Шин Дон Хен | 13,800       | 56           | Завершил выступление | Завершил выступление |
| перекладина         | Пак Мин Су  | 14,800       | 17           | Завершил выступление | Завершил выступление |
| перекладина         | Ю Вон Чхоль | 14,600       | 27           | Завершил выступление | Завершил выступление |
| перекладина         | Ли Сан Вук  | 14,066       | 43           | Завершил выступление | Завершил выступление |
| перекладина         | Ким Хан Сол | 11,666       | 71           | Завершил выступление | Завершил выступление |

Женщины
Многоборья
| Соревнование      | Спортсмены | Квалификация   | Квалификация        | Квалификация | Квалификация       | Квалификация | Квалификация | Финал                 | Финал                 | Финал                 | Финал                 | Финал                 | Финал                 |
| Соревнование      | Спортсмены | Опорный прыжок | Разновысокие брусья | Бревно       | Вольные упражнения | Всего        | Место        | Опорный прыжок        | Разновысокие брусья   | Бревно                | Вольные упражнения    | Всего                 | Место                 |
| ----------------- | ---------- | -------------- | ------------------- | ------------ | ------------------ | ------------ | ------------ | --------------------- | --------------------- | --------------------- | --------------------- | --------------------- | --------------------- |
| личное многоборье | Ли Ын Джу  | 12,800         | 13,500              | 12,533       | 12,566             | 51,399       | 53           | Завершила выступление | Завершила выступление | Завершила выступление | Завершила выступление | Завершила выступление | Завершила выступление |

Индивидуальные упражнения
| Соревнование        | Спортсмены | Квалификация | Квалификация | Финал                 | Финал                 |
| Соревнование        | Спортсмены | Очки         | Место        | Очки                  | Место                 |
| ------------------- | ---------- | ------------ | ------------ | --------------------- | --------------------- |
| разновысокие брусья | Ли Ын Джу  | 13,500       | 57           | Завершила выступление | Завершила выступление |
| бревно              | Ли Ын Джу  | 12,533       | 70           | Завершила выступление | Завершила выступление |
| вольные упражнения  | Ли Ын Джу  | 12,566       | 68           | Завершила выступление | Завершила выступление |

#### Художественная гимнастика
Женщины
Южную Корею в художественной гимнастике представляла участница летних Олимпийских игр в Лондоне Сон Ён Чжэ, которая завоевала лицензию, войдя в число 15-ти сильнейших гимнасток по итогам чемпионата мира 2015 года. Сон стала первой в истории Южной Кореи гимнасткой, которой удавалось выйти в финал олимпийского многоборья, а также первая в истории Кореи медалистка чемпионатов мира по художественной гимнастике. С 2011 года Ён Чжэ тренируется в России. В 2014 году Ирина Винер-Усманова заявила, что Сон Ён Чжэ будут готовить к попаданию в тройку на Играх 2016 года.
На Играх Сон была близка к попаданию в число призёров в многоборье. Квалификационный раунд кореянка прошла довольно уверенно, заняв пятое место. В финале в двух из четырёх упражнений Сон показала третий результат, а ещё в двух четвёртый. Тем не менее стабильность в результатах не позволила Сон Ён Чжэ попасть в тройку сильнейших. По итогам соревнований корейская гимнастка заняла 4-е место, отстав от бронзовой медалистки украинки Анны Ризатдиновой всего на 0,7 балла.
| Соревнование              | Спортсмены | Квалификация | Квалификация | Финал  | Финал |
| Соревнование              | Спортсмены | Очки         | Место        | Очки   | Место |
| ------------------------- | ---------- | ------------ | ------------ | ------ | ----- |
| индивидуальное многоборье | Сон Ён Чжэ | 71,956       | 5 Q          | 72,898 | 4     |

### Гольф
Последний раз соревнования по гольфу в рамках Олимпийских игр проходили в 1904 году. Соревнования гольфистов пройдут на 18-луночном поле, со счётом 72 пар. Каждый участник пройдёт все 18 лунок по 4 раза.
Мужчины
В мужском турнире Южную Корею представляли 31-й номер мирового рейтинга Ан Бён Хун и 76-й Ван Чун Хун. После первого раунда Ан занимал 9-е место, пройдя поле за 68 ударов. Следующие два раунда прошли для него неудачно, в результате чего он опустился на 14-ю позицию, отставая от лидера британца Джастина Роуза на 9 очков. Заключительный раунд Ан вновь закончил с результатом 68 ударов, но этого хватило только на то, чтобы подняться в итоговом протоколе на несколько строчек вверх. Олимпийский турнир Ан Бён Хун закончил на 11-м месте с результатом 6 ниже пар.
| Соревнование | Спортсмены  | Первый раунд | Первый раунд | Второй раунд | Второй раунд | Третий раунд | Третий раунд | Четвёртый раунд | Четвёртый раунд | Итоговый результат | Итоговое место |
| Соревнование | Спортсмены  | Очки         | Место        | Очки         | Место        | Очки         | Место        | Очки            | Место           | Итоговый результат | Итоговое место |
| ------------ | ----------- | ------------ | ------------ | ------------ | ------------ | ------------ | ------------ | --------------- | --------------- | ------------------ | -------------- |
| мужчины      | Ан Бён Хун  | 68 (-3)      | 9            | 72 (+1)      | 40           | 70 (-1)      | 20           | 68 (-3)         | 14              | 278 (-6)           | 11             |
| мужчины      | Ван Чун Хун |              |              |              |              |              |              |                 |                 |                    |                |

Женщины
| Соревнование | Спортсмены | Первый раунд | Первый раунд | Второй раунд | Второй раунд | Третий раунд | Третий раунд | Четвёртый раунд | Четвёртый раунд | Итоговый результат | Итоговое место |
| Соревнование | Спортсмены | Очки         | Место        | Очки         | Место        | Очки         | Место        | Очки            | Место           | Итоговый результат | Итоговое место |
| ------------ | ---------- | ------------ | ------------ | ------------ | ------------ | ------------ | ------------ | --------------- | --------------- | ------------------ | -------------- |
| женщины      | Инби Пак   |              |              |              |              |              |              |                 |                 |                    |                |
| женщины      | Ким Сей Ён |              |              |              |              |              |              |                 |                 |                    |                |
| женщины      | Эми Ян     |              |              |              |              |              |              |                 |                 |                    |                |
| женщины      | Чхун Ин Ги |              |              |              |              |              |              |                 |                 |                    |                |

### Гребля на байдарках и каноэ

#### Гребля на гладкой воде
Соревнования по гребле на байдарках и каноэ на гладкой воде проходят в лагуне Родригу-ди-Фрейташ, которая находится на территории города Рио-де-Жанейро. В каждой дисциплине соревнования проходят в три этапа: предварительный раунд, полуфинал и финал.
Мужчины
| Соревнование                  | Спортсмены             | Предварительный раунд | Предварительный раунд | Предварительный раунд | Полуфинал | Полуфинал | Полуфинал | Финал | Финал | Итоговое место |
| Соревнование                  | Спортсмены             | Заплыв                | Время                 | Место                 | Заплыв    | Время     | Место     | Время | Место | Итоговое место |
| ----------------------------- | ---------------------- | --------------------- | --------------------- | --------------------- | --------- | --------- | --------- | ----- | ----- | -------------- |
| байдарки-одиночки, 200 метров | Чо Гван Хи             |                       |                       |                       |           |           |           |       |       |                |
| байдарки-двойки, 200 метров   | Чо Гван Хи Чхве Мин Гю |                       |                       |                       |           |           |           |       |       |                |

### Дзюдо
Соревнования по дзюдо проводились по системе с выбыванием. В утешительные раунды попадали спортсмены, проигравшие полуфиналистам турнира. Два спортсмена, одержавших победу в утешительном раунде, в поединке за бронзу сражались с дзюдоистами, проигравшими в полуфинале.
Мужчины
| Категория    | Спортсмены   | 1/32 финала        | 1/16 финала                | 1/8 финала                    | Четвертьфинал            | Полуфинал                    | Финал                  | Место |
| Категория    | Спортсмены   | Соперник Результат | Соперник Результат         | Соперник Результат            | Соперник Результат       | Соперник Результат           | Соперник Результат     | Место |
| ------------ | ------------ | ------------------ | -------------------------- | ----------------------------- | ------------------------ | ---------------------------- | ---------------------- | ----- |
| до 60 кг     | Ким Вон Джин | не участвовал      | ITAЭ. Манци В 001:000      | MGLЦ.-О. Цогтбаатар В 010:001 | RUSБ. Мудранов П 000:100 | Утешительный турнир          | Утешительный турнир    | 7     |
| до 60 кг     | Ким Вон Джин | не участвовал      | ITAЭ. Манци В 001:000      | MGLЦ.-О. Цогтбаатар В 010:001 | RUSБ. Мудранов П 000:100 | JPNН. Такато П 000:001       | завершил выступление   | 7     |
| до 66 кг     | Ан Ба Уль    | не участвовал      | KAZЖ. Смагулов В 110:000   | FRAК. ле Блук В 110:000       | UZBР. Собиров В 010:000  | JPNМ. Эбинума В 001:000      | ITAФ. Базиле П 000:100 | 2     |
| до 73 кг     | Ан Джан Лим  | не участвовал      | EGYМ. Мохиэльдин В 110:000 | BELД. ван Тихелт П 000:010    | завершил выступление     | завершил выступление         | завершил выступление   | 9     |
| до 81 кг     | Ли Сын Су    | не участвовал      | AUSО. Кофлен В 100:000     | BULИ. Иванов П 000:010        | завершил выступление     | завершил выступление         | завершил выступление   | 9     |
| до 90 кг     | Квак Тонхан  | не участвовал      | CHIТ. Брисено В 100:000    | ROAП. Мисенга В 100:000       | AZEМ. Мехдиев В 100:000  | GEOВ. Липартелиани П 000:100 | За 3-е место           | 3     |
| до 90 кг     | Квак Тонхан  | не участвовал      | CHIТ. Брисено В 100:000    | ROAП. Мисенга В 100:000       | AZEМ. Мехдиев В 100:000  | GEOВ. Липартелиани П 000:100 | SWEМ. Нюман В 100:000  | 3     |
| до 100 кг    | Чо Гу Хам    |                    |                            |                               |                          |                              |                        |       |
| свыше 100 кг | Ким Сон Мин  |                    |                            |                               |                          |                              |                        |       |

Женщины
Единственную медаль в женской части соревнований сборной Кореи принесла Чон Богён в категории до 48 кг. Перед началом соревнований кореянка была посеяна под 8-м номером, благодаря чему стартовала сразу со второго раунда. По ходу турнира корейская дзюдоистка одержала три досрочные победы, выиграв в числе прочих у опытной кубинки Даярис Местре Альварес и лидера мирового рейтинга из Монголии Мунхбатын Уранцэцэг. В финале Чон Богён встретилась с аргентинской дзюдоисткой Паулой Парето. Единственным результативным действием за поединок стала подсечка, которую смогла выполнить Парето, благодаря чему она и стала олимпийской чемпионкой.
| Категория   | Спортсмены  | 1/16 финала               | 1/8 финала               | Четвертьфинал             | Полуфинал                       | Финал                  | Место |
| Категория   | Спортсмены  | Соперник Результат        | Соперник Результат       | Соперник Результат        | Соперник Результат              | Соперник Результат     | Место |
| ----------- | ----------- | ------------------------- | ------------------------ | ------------------------- | ------------------------------- | ---------------------- | ----- |
| до 48 кг    | Чон Богён   | не участвовала            | VIEВан Нгок Ту В 102:000 | MGLМ. Уранцэцэг В 101:000 | CUBД. Местре Альварес В 100:000 | ARGП. Парето П 000:010 | 2     |
| до 57 кг    | Ким Джан Ди | не участвовала            | BRAР. Силва П 000:010    | завершила выступление     | завершила выступление           | завершила выступление  | 9     |
| до 63 кг    | Пак Чи Юн   | GBRА. Шлезингер П 000:100 | завершила выступление    | завершила выступление     | завершила выступление           | завершила выступление  | 17    |
| до 70 кг    | Ким Сон Ён  | не участвовала            | ISRЛ. Болдер П 000:010   | завершила выступление     | завершила выступление           | завершила выступление  | 9     |
| свыше 78 кг | Ким Минджон |                           |                          |                           |                                 |                        |       |

### Конный спорт
Выездка
Соревнования по выездке включали в себе три теста высшего уровня сложности по системе Международной федерации конного спорта (FEI): Большой Приз (англ. Grand Prix), Переездка Большого Приза (англ. Grand Prix Special) и КЮР Большого приза (англ. Grand Prix Freestyle). Итоговая оценка в каждом из тестов рассчитывалась, как среднее арифметическое значение оценок семи судей.
| Соревнование   | Спортсмены                    | Большой Приз | Большой Приз | Переездка Большого Приза | Переездка Большого Приза | КЮР Большого Приза   | КЮР Большого Приза   |
| Соревнование   | Спортсмены                    | Результат    | Место        | Результат                | Место                    | Результат            | Место                |
| -------------- | ----------------------------- | ------------ | ------------ | ------------------------ | ------------------------ | -------------------- | -------------------- |
| личная выездка | Ким Дон Сон лошадь — Bukowski | 68,657       | 43           | завершил выступление     | завершил выступление     | завершил выступление | завершил выступление |

### Лёгкая атлетика
Мужчины
Беговые дисциплины
| Дисциплина        | Спортсмен | Предварительный раунд | Предварительный раунд | Предварительный раунд | Четвертьфиналы | Четвертьфиналы | Четвертьфиналы | Полуфиналы | Полуфиналы | Полуфиналы | Финал | Финал |
| Дисциплина        | Спортсмен | Забег                 | Время                 | Место                 | Забег          | Время          | Место          | Забег      | Время      | Место      | Время | Место |
| ----------------- | --------- | --------------------- | --------------------- | --------------------- | -------------- | -------------- | -------------- | ---------- | ---------- | ---------- | ----- | ----- |
| бег на 100 метров |           |                       |                       |                       |                |                |                |            |            |            |       |       |

Шоссейные дисциплины
| Дисциплина              | Спортсмен | Время | Место | Отставание |
| ----------------------- | --------- | ----- | ----- | ---------- |
| марафон                 |           |       |       |            |
|                         |           |       |       |            |
|                         |           |       |       |            |
| ходьба на 20 километров |           |       |       |            |
|                         |           |       |       |            |
|                         |           |       |       |            |

Технические дисциплины
| Дисциплина      | Спортсмен | Квалификация | Квалификация | Финал     | Финал |
| Дисциплина      | Спортсмен | Результат    | Место        | Результат | Место |
| --------------- | --------- | ------------ | ------------ | --------- | ----- |
| тройной прыжок  |           |              |              |           |       |
| прыжок в высоту |           |              |              |           |       |

Женщины
Шоссейные дисциплины
| Дисциплина              | Спортсмен | Время | Место | Отставание |
| ----------------------- | --------- | ----- | ----- | ---------- |
| марафон                 |           |       |       |            |
|                         |           |       |       |            |
|                         |           |       |       |            |
| ходьба на 20 километров |           |       |       |            |
|                         |           |       |       |            |
|                         |           |       |       |            |

### Настольный теннис
Соревнования по настольному теннису проходили по системе плей-офф. Каждый матч продолжается до тех пор, пока один из теннисистов не выигрывает 4 партии. Сильнейшие 16 спортсменов начинали соревнования с третьего раунда, следующие 16 по рейтингу стартовали со второго раунда.
Мужчины
| Соревнование     | Спортсмены                     | Квалификация       | Первый раунд       | Второй раунд       | Третий раунд              | Четвертый раунд      | 1/4 финала           | Полуфинал            | Финал                | Место                |
| Соревнование     | Спортсмены                     | Соперник Результат | Соперник Результат | Соперник Результат | Соперник Результат        | Соперник Результат   | Соперник Результат   | Соперник Результат   | Соперник Результат   | Место                |
| ---------------- | ------------------------------ | ------------------ | ------------------ | ------------------ | ------------------------- | -------------------- | -------------------- | -------------------- | -------------------- | -------------------- |
| одиночный разряд | Ли Сан Су (12)                 | не участвовал      | не участвовал      | не участвовал      | ROUА. Кришан П 3:4        | завершил выступление | завершил выступление | завершил выступление | завершил выступление | завершил выступление |
| одиночный разряд | Чон Ён Сик (9)                 | не участвовал      | не участвовал      | не участвовал      | GBRЛ. Питчфорд (31) В 4:1 | CHNМа Лун (1) П 2:4  | завершил выступление | завершил выступление | завершил выступление | завершил выступление |
| командный разряд | Ли Сан Су Чон Ён Сик Чу Се Хёк | не проводится      | не проводится      | не проводится      | не проводится             | Бразилия · В 3:0     | Швеция · В 3:1       | Китай · П 0:3        | Германия · П 1:3     | 4                    |

Женщины
| Соревнование     | Спортсмены                   | Квалификация       | Первый раунд       | Второй раунд       | Третий раунд             | Четвертый раунд         | 1/4 финала            | Полуфинал             | Финал                 | Место                 |                       |
| Соревнование     | Спортсмены                   | Соперник Результат | Соперник Результат | Соперник Результат | Соперник Результат       | Соперник Результат      | Соперник Результат    | Соперник Результат    | Соперник Результат    | Место                 |                       |
| ---------------- | ---------------------------- | ------------------ | ------------------ | ------------------ | ------------------------ | ----------------------- | --------------------- | --------------------- | --------------------- | --------------------- | --------------------- |
| одиночный разряд | Со Хёвон (12)                | не участвовала     | не участвовала     | не участвовала     | USAЛ. Чжан В 4:1         | TPEЧжэн Ицзин (7) П 3:4 | завершила выступление | завершила выступление | завершила выступление | завершила выступление |                       |
| одиночный разряд | Чон Джи Хи (8)               | не участвовала     | не участвовала     | не участвовала     | SWEМ. Экхольм (29) В 4:1 | SINЮй Мэнъюй (9) П 1:4  | завершила выступление | завершила выступление | завершила выступление | завершила выступление |                       |
| командный разряд | Со Хёвон Чон Джи Хи Ян Хе Ун | не проводится      | не проводится      | не проводится      | не проводится            | Румыния · В 3:2         | Сингапур · П 2:3      | завершили выступление | завершили выступление | завершили выступление | завершили выступление |

### Парусный спорт
Соревнования по парусному спорту в каждом из классов состояли из 10 гонок, за исключением класса 49-й, где проводилось 12 заездов. В каждой гонке спортсмены начинали заплыв с общего старта. Победителем каждой из гонок становился экипаж, первым пересекший финишную черту. Количество очков, идущих в общий зачёт, соответствовало занятому командой месту. 10 лучших экипажей по результатам 10 заплывов попадали в медальную гонку, результаты которой также шли в общий зачёт. В медальной гонке, очки, полученные экипажем удваивались. В случае если участник соревнований не смог завершить гонку ему начислялось количество очков, равное количеству участников плюс один. При итоговом подсчёте очков не учитывался худший результат, показанный экипажем в одной из гонок. Сборная, набравшая наименьшее количество очков, становится олимпийским чемпионом.
Мужчины
| Класс | Спортсмены | Гонка | Гонка | Гонка | Гонка | Гонка | Гонка | Гонка | Гонка | Гонка | Гонка | Гонка         | Гонка         | Гонка | Очки | Место |
| Класс | Спортсмены | 1     | 2     | 3     | 4     | 5     | 6     | 7     | 8     | 9     | 10    | 11            | 12            | M     | Очки | Место |
| ----- | ---------- | ----- | ----- | ----- | ----- | ----- | ----- | ----- | ----- | ----- | ----- | ------------- | ------------- | ----- | ---- | ----- |
| RS:X  |            |       |       |       |       |       |       |       |       |       |       | Не проводится | Не проводится |       |      |       |
| 470   |            |       |       |       |       |       |       |       |       |       |       | Не проводится | Не проводится |       |      |       |
| Лазер |            |       |       |       |       |       |       |       |       |       |       | Не проводится | Не проводится |       |      |       |

### Современное пятиборье
Современное пятиборье включает в себя: стрельбу, плавание, фехтование, верховую езду и бег. Как и на предыдущих Играх бег и стрельба были объединены в один вид — комбайн. В комбайне спортсмены стартовали с гандикапом, набранным за предыдущие три дисциплины (4 очка = 1 секунда). Олимпийским чемпионом становится спортсмен, который пересекает финишную линию первым.
Мужчины
| Соревнование      | Спортсмены   | Фехтование | Фехтование | Фехтование | Плавание | Плавание | Плавание | Верховая езда | Верховая езда | Верховая езда | Комбайн | Комбайн | Комбайн | Всего     | Всего |
| Соревнование      | Спортсмены   | Побед      | Очки       | Место      | Время    | Очки     | Место    | Штраф         | Очки          | Место         | Время   | Очки    | Место   | Результат | Место |
| ----------------- | ------------ | ---------- | ---------- | ---------- | -------- | -------- | -------- | ------------- | ------------- | ------------- | ------- | ------- | ------- | --------- | ----- |
| личное первенство | Чон Ун Тхэ   |            |            |            |          |          |          |               |               |               |         |         |         |           |       |
| личное первенство | Чон Джин Хва |            |            |            |          |          |          |               |               |               |         |         |         |           |       |

Женщины
| Соревнование      | Спортсмены | Фехтование | Фехтование | Фехтование | Плавание | Плавание | Плавание | Верховая езда | Верховая езда | Верховая езда | Комбайн | Комбайн | Комбайн | Всего     | Всего |
| Соревнование      | Спортсмены | Побед      | Очки       | Место      | Время    | Очки     | Место    | Штраф         | Очки          | Место         | Время   | Очки    | Место   | Результат | Место |
| ----------------- | ---------- | ---------- | ---------- | ---------- | -------- | -------- | -------- | ------------- | ------------- | ------------- | ------- | ------- | ------- | --------- | ----- |
| личное первенство | Ким Сун У  |            |            |            |          |          |          |               |               |               |         |         |         |           |       |

### Стрельба
В январе 2013 года Международная федерация спортивной стрельбы приняла новые правила проведения соревнований на 2013—2016 года, которые, в частности, изменили порядок проведения финалов. Во многих дисциплинах спортсмены, прошедшие в финал, теперь начинают решающий раунд без очков, набранных в квалификации, а финал проходит по системе с выбыванием. Также в финалах после каждого раунда стрельбы из дальнейшей борьбы выбывает спортсмен с наименьшим количеством баллов. В скоростном пистолете решающие поединки проходят по системе попал-промах. В стендовой стрельбе добавился полуфинальный раунд, где определяются по два участника финального матча и поединка за третье место.
Мужчины
| Соревнование                          | Спортсмены      | Квалификация | Квалификация | Полуфинал     | Полуфинал     | Финал                | Финал                |
| Соревнование                          | Спортсмены      | Результат    | Место        | Результат     | Место         | Соперник/ Результат  | Место                |
| ------------------------------------- | --------------- | ------------ | ------------ | ------------- | ------------- | -------------------- | -------------------- |
| пневматическая винтовка, 10 метров    | Ким Хён Джун    | 624,4        | 11           | не проводится | не проводится | завершил выступление | завершил выступление |
| пневматическая винтовка, 10 метров    | Чон Джи Гын     | 616,7        | 43           | не проводится | не проводится | завершил выступление | завершил выступление |
| винтовка лёжа, 50 метров              | Квон Джун Чхоль |              |              | не проводится | не проводится |                      |                      |
| винтовка лёжа, 50 метров              | Ким Джон Хён    |              |              | не проводится | не проводится |                      |                      |
| винтовка из трёх положений, 50 метров | Ким Джон Хён    |              |              | не проводится | не проводится |                      |                      |
| винтовка из трёх положений, 50 метров | Ким Хён Джун    |              |              | не проводится | не проводится |                      |                      |
| пневматический пистолет, 10 метров    | Чин Джон О      | 584          | 2 Q          | не проводится | не проводится | 139,8                | 5                    |
| пневматический пистолет, 10 метров    | Ли Дэ Мён       | 577          | 19           | не проводится | не проводится | завершил выступление | завершил выступление |
| скорострельный пистолет, 25 метров    | Кан Мин Су      |              |              | не проводится | не проводится |                      |                      |
| скорострельный пистолет, 25 метров    | Ким Джун Хон    |              |              | не проводится | не проводится |                      |                      |
| пистолет, 50 метров                   | Чин Джон О      | 567          | 1 Q          | не проводится | не проводится | 193,7                | 1                    |
| пистолет, 50 метров                   | Хан Сын У       | 562          | 3 Q          | не проводится | не проводится | 151,0                | 4                    |

Женщины
| Соревнование                          | Спортсмены   | Квалификация | Квалификация | Полуфинал             | Полуфинал             | Финал                 | Финал                 |
| Соревнование                          | Спортсмены   | Результат    | Место        | Результат             | Место                 | Соперник/ Результат   | Место                 |
| ------------------------------------- | ------------ | ------------ | ------------ | --------------------- | --------------------- | --------------------- | --------------------- |
| пневматическая винтовка, 10 метров    | Пак Хэ Ми    | 414,4        | 19           | не проводится         | не проводится         | завершила выступление | завершила выступление |
| пневматическая винтовка, 10 метров    | Ким Ын Хе    | 410,8        | 36           | не проводится         | не проводится         | завершила выступление | завершила выступление |
| винтовка из трёх положений, 50 метров | Чан Кым Ён   |              |              | не проводится         | не проводится         |                       |                       |
| винтовка из трёх положений, 50 метров | Ю Со Ён      |              |              | не проводится         | не проводится         |                       |                       |
| пневматический пистолет, 10 метров    | Квак Джун Хе | 380          | 15           | не проводится         | не проводится         | завершила выступление | завершила выступление |
| пневматический пистолет, 10 метров    | Ким Минджон  | 380          | 18           | не проводится         | не проводится         | завершила выступление | завершила выступление |
| пистолет, 25 метров                   | Ким Джан Ми  | 582          | 9            | завершила выступление | завершила выступление | завершила выступление | завершила выступление |
| пистолет, 25 метров                   | Хван Сон Ын  | 577          | 17           | завершила выступление | завершила выступление | завершила выступление | завершила выступление |

### Стрельба из лука
В квалификации соревнований лучники выполняют 12 серий выстрелов по 6 стрел с расстояния 70-ти метров. По итогам предварительного раунда составляется сетка плей-офф, где в 1/32 финала 1-й номер посева встречается с 64-м, 2-й с 63-м и.т.д. В поединках на выбывание спортсмены выполняют по три выстрела. Участник, набравший за эту серию больше очков получает 2 очка. Если же оба лучника набрали одинаковое количество баллов, то они получают по одному очку. Победителем пары становится лучник, первым набравший 6 очков.
Мужчины
| Соревнование              | Спортсмены                       | Квалификация | Квалификация | 1/32 финала                | 1/16 финала                 | 1/8 финала           | Четвертьфинал          | Полуфинал             | Финал                | Место |
| Соревнование              | Спортсмены                       | Результат    | Место        | Соперник Результат         | Соперник Результат          | Соперник Результат   | Соперник Результат     | Соперник Результат    | Соперник Результат   | Место |
| ------------------------- | -------------------------------- | ------------ | ------------ | -------------------------- | --------------------------- | -------------------- | ---------------------- | --------------------- | -------------------- | ----- |
| индивидуальное первенство | Ку Пон Чхан                      | 681          | 6            | SVKБ. Балаж (59) В 6:0     | GBRП. Хьюстон (38) В 6:0    | GERФ. Флото (11) :   |                        |                       |                      |       |
| индивидуальное первенство | Ли Сын Юн                        | 676          | 12           | BRAД. Шавьер (53) В 6:2    | ESPМ. Альвариньо (44) В 7:1 |                      |                        |                       |                      |       |
| индивидуальное первенство | Ким У Джин                       | 700 WR       | 1            | ZIMГ. Сазерленд (64) В 6:0 | INAР. Эга Агата (33) П 2:6  | завершил выступление | завершил выступление   | завершил выступление  | завершил выступление | 17    |
| командное первенство      | Ким У Джин Ку Пон Чхан Ли Сын Юн | 2057         | 1            | Не проводится              | Не проводится               | Не участвовали       | Нидерланды (9) · В 6:0 | Австралия (4) · В 6:0 | США (2) · В 6:0      | 1     |

Женщины
По итогам квалификационного раунда в командном турнире кореянки заняли 1-е место, обойдя ближайших преследовательниц из России на 60 очков. В раунде плей-офф корейские лучницы уверенно разобрались со всеми соперницами, заканчивая каждый матч со счётом 5:1, при этом в финале кореянки победили сборную России, взяв тем самым реванш за поражение в полуфинале последнего мирового первенства.
Завоевав золотые медали в Рио-де-Жанейро корейские лучницы продлили до 8 побед серию, которая началась ещё в 1988 году, когда командные соревнования у женщин были впервые включены в программу Игр.
| Соревнование              | Спортсмены                        | Квалификация | Квалификация | 1/32 финала             | 1/16 финала                 | 1/8 финала            | Четвертьфинал      | Полуфинал           | Финал              | Место |
| Соревнование              | Спортсмены                        | Результат    | Место        | Соперник Результат      | Соперник Результат          | Соперник Результат    | Соперник Результат | Соперник Результат  | Соперник Результат | Место |
| ------------------------- | --------------------------------- | ------------ | ------------ | ----------------------- | --------------------------- | --------------------- | ------------------ | ------------------- | ------------------ | ----- |
| индивидуальное первенство | Ки Бо Бэ                          | 663          | 3            | KENШ. Анвар (62) В 7:1  | UKRВ. Марченко (30) В 6:2   | MYAХтве Сань Ю (51) : |                    |                     |                    |       |
| индивидуальное первенство | Чхан Хе Джин                      | 666          | 2            | TGAЛ. Татафу (63) В 6:0 | UKRЛ. Сиченикова (31) В 6:2 | PRKГан Ун Джу (15) :  |                    |                     |                    |       |
| индивидуальное первенство | Чхве Ми Сун                       | 669          | 1            | DOMЙ. Камило (63) В 6:0 | TPEЛэй Цяньин (33) :        |                       |                    |                     |                    |       |
| командное первенство      | Ки Бо Бэ Чхан Хе Джин Чхве Ми Сун | 1998         | 1            | Не проводится           | Не проводится               | Не участвовали        | Япония (9) · В 5:1 | Тайвань (4) · В 5:1 | Россия (2) · В 5:1 | 1     |

### Тхэквондо
Соревнования по тхэквондо проходят по системе с выбыванием. Для победы в турнире спортсмену необходимо одержать 4 победы. Тхэквондисты, проигравшие по ходу соревнований будущим финалистам, принимают участие в утешительном турнире за две бронзовые медали. Сразу пять южнокорейских тхэквондистов заняли в олимпийском квалификационном рейтинге места в первой шестёрки, благодаря чему Южная Корея стала единственной страной, кому удалось заявить для участия в Играх в Рио-де-Жанейро, большее число спортсменов, чем было положено по максимальной квоте.
Мужчины
Перед летними Олимпийскими играми в Рио-де-Жанейро большинство тхэквондистов, выступавших в Лондоне в категории до 58 кг, перешли в более тяжёлый вес (до 68 кг), в том числе и три призёра 2012 года (за исключением колумбийца Оскара Муньоса). Первый раунд соревнований кореец пропустил, поскольку его соперник Давид Буи не смог принять участие в поединке. Следующим соперником Ли стал малоизвестный иорданец Ахмад Абугауш. Поединок закончился неожиданной победой Абугауша 11:8. Благодаря тому, что иорданец смог дойти до финала, Ли получил право побороться за третье место. Одержав две уверенные победы Ли Дэ Хун стал бронзовым призёром Игр.
| Категория   | Спортсмены | Первый раунд       | Четвертьфинал        | Полуфинал           | Финал               | Место |
| Категория   | Спортсмены | Соперник Результат | Соперник Результат   | Соперник Результат  | Соперник Результат  | Место |
| ----------- | ---------- | ------------------ | -------------------- | ------------------- | ------------------- | ----- |
| до 58 кг    |            |                    |                      |                     |                     |       |
| до 68 кг    | Ли Дэ Хун  | CAFД. Буи В 6:0 WD | JORА. Абугауш П 8:11 | Утешительный турнир | Утешительный турнир | 3     |
| до 68 кг    | Ли Дэ Хун  | CAFД. Буи В 6:0 WD | JORА. Абугауш П 8:11 | EGYГ. Заки В 14:6   | BELЖ. Ашаб В 11:7   | 3     |
| свыше 80 кг |            |                    |                      |                     |                     |       |

Женщины
| Категория | Спортсмены | Первый раунд       | Четвертьфинал      | Полуфинал          | Финал              | Место |
| Категория | Спортсмены | Соперник Результат | Соперник Результат | Соперник Результат | Соперник Результат | Место |
| --------- | ---------- | ------------------ | ------------------ | ------------------ | ------------------ | ----- |
| до 49 кг  |            |                    |                    |                    |                    |       |
| до 67 кг  |            |                    |                    |                    |                    |       |

### Тяжёлая атлетика
Каждый НОК самостоятельно выбирает категорию в которой выступит её тяжелоатлет. В рамках соревнований проводятся два упражнения — рывок и толчок. В каждом из упражнений спортсмену даётся 3 попытки. Победитель определяется по сумме двух упражнений. При равенстве результатов победа присуждается спортсмену, с меньшим собственным весом.
Мужчины
| Категория | Спортсмены   | Вес   | Рывок | Рывок | Рывок | Толчок | Толчок | Толчок | Всего | Место |
| Категория | Спортсмены   | Вес   | 1     | 2     | 3     | 1      | 2      | 3      | Всего | Место |
| --------- | ------------ | ----- | ----- | ----- | ----- | ------ | ------ | ------ | ----- | ----- |
| до 62 кг  | Хан Мёнмок   | 61,81 | 130   | 135   | 135   | 150    | 155    | 155    | 280   | 9     |
| до 69 кг  | Вон Джон Сик | 68,95 | 143   | 143   | 146   | 172    | 177    | 180    | 320   | 8     |
|           |              |       |       |       |       |        |        |        |       |       |
|           |              |       |       |       |       |        |        |        |       |       |

Женщины
| Категория | Спортсмены | Вес   | Рывок | Рывок | Рывок | Толчок | Толчок | Толчок | Всего | Место |
| Категория | Спортсмены | Вес   | 1     | 2     | 3     | 1      | 2      | 3      | Всего | Место |
| --------- | ---------- | ----- | ----- | ----- | ----- | ------ | ------ | ------ | ----- | ----- |
| до 53 кг  | Юн Джин Хи | 52,59 | 88    | 90    | 90    | 110    | 110    | 111    | 139   | 3     |
|           |            |       |       |       |       |        |        |        |       |       |
|           |            |       |       |       |       |        |        |        |       |       |

### Фехтование
В индивидуальных соревнованиях спортсмены сражаются три раунда по три минуты, либо до того момента, как один из спортсменов нанесёт 15 уколов. В командных соревнованиях поединок идёт 9 раундов по 3 минуты каждый, либо до 45 уколов. Если по окончании времени в поединке зафиксирован ничейный результат, то назначается дополнительная минута до «золотого» укола.
Мужчины
| Соревнование          | Спортсмены        | 1/32 финала                 | 1/16 финала                  | 1/8 финала                 | Четвертьфинал             | Полуфинал                 | Финал                  | Место |
| Соревнование          | Спортсмены        | Соперник Результат          | Соперник Результат           | Соперник Результат         | Соперник Результат        | Соперник Результат        | Соперник Результат     | Место |
| --------------------- | ----------------- | --------------------------- | ---------------------------- | -------------------------- | ------------------------- | ------------------------- | ---------------------- | ----- |
| индивидуальная шпага  | Пак Сан Ён (18)   | не участвовал               | RUSП. Сухов (15) В 15:11     | ITAЭ. Гароццо (2) В 15:12  | SUIМ. Хайнцер (10) В 15:4 | SUIБ. Штеффен (14) В 15:9 | HUNГ. Имре (4) В 15:14 | 1     |
| индивидуальная шпага  | Пак Гён Ду (12)   | не участвовал               | ESTН. Новосёлов (21) П 10:12 | завершил выступление       | завершил выступление      | завершил выступление      | завершил выступление   | 19    |
| индивидуальная шпага  | Чон Джин Сон (31) | VENС. Фернандес (34) В 15:8 | ITAЭ. Гароццо (2) П 11:15    | завершил выступление       | завершил выступление      | завершил выступление      | завершил выступление   | 31    |
| командная шпага       |                   | не проводится               | не проводится                |                            |                           |                           |                        |       |
| индивидуальная рапира | Хо Джун (16)      | не участвовал               | HKGЭдгар Чён (17) П 8:15     | завершил выступление       | завершил выступление      | завершил выступление      | завершил выступление   | 20    |
| индивидуальная сабля  | Ким Джон Хван (1) | не проводится               | CUBЙ. Ириарте (32) В 15:7    | GEOС. Базадзе (16) В 15:14 | RUSН. Ковалёв (8) В 15:10 | HUNАрон Силадьи (4) :     |                        |       |
| индивидуальная сабля  | Ку Бон Гиль (3)   | не проводится               | EGYМ. Амер (30) В 15:9       | IRIМ. Абедини (14) П 12:15 | завершил выступление      | завершил выступление      | завершил выступление   | 9     |

Женщины
| Соревнование          | Спортсмены                       | 1/32 финала        | 1/16 финала                      | 1/8 финала                 | Четвертьфинал             | Полуфинал             | Финал                 | Место |
| Соревнование          | Спортсмены                       | Соперник Результат | Соперник Результат               | Соперник Результат         | Соперник Результат        | Соперник Результат    | Соперник Результат    | Место |
| --------------------- | -------------------------------- | ------------------ | -------------------------------- | -------------------------- | ------------------------- | --------------------- | --------------------- | ----- |
| индивидуальная шпага  | Чхве Ин Джон (21)                | не участвовала     | RUSВ. Колобова (12) В 15:12      | ROUА.М. Попеску (5) В 15:8 | ITAР. Фьяминго (4) П 8:15 | завершила выступление | завершила выступление | 7     |
| индивидуальная шпага  | Кан Ён Ми (22)                   | не участвовала     | CHNСунь Юйцзе (11) В 15:10       | HUNЭ. Сас (6) П 11:15      | завершила выступление     | завершила выступление | завершила выступление | 14    |
| индивидуальная шпага  | Син А Рам (10)                   | не участвовала     | UKRЕ. Кривицкая (23) П 14:15     | завершила выступление      | завершила выступление     | завершила выступление | завершила выступление | 20    |
| командная шпага       | Кан Ён Ми Син А Рам Чхве Ин Джон | не проводится      | не проводится                    |                            |                           |                       |                       |       |
| индивидуальная рапира | Чон Хи Сук (14)                  | не участвовала     | VENИ. Хименес (19) В 10:8        | RUSА. Шанаева (3) П 11:15  | завершила выступление     | завершила выступление | завершила выступление | 13    |
| индивидуальная рапира | Нам Хён Хи (9)                   | не участвовала     | JPNС. Нисиока (24) П 12:15       | завершила выступление      | завершила выступление     | завершила выступление | завершила выступление | 17    |
| индивидуальная сабля  | Ким Джи Ён (7)                   | не участвовала     | VIEНгуен Тхи Ле Дунг (26) В 15:3 | ITAЛ. Гулотта (23) П 13:15 | завершила выступление     | завершила выступление | завершила выступление | 11    |
| индивидуальная сабля  | Хван Сон А (13)                  | не участвовала     | FRAМ. Брюне (20) П 11:15         | завершила выступление      | завершила выступление     | завершила выступление | завершила выступление | 19    |
| индивидуальная сабля  | Со Джи Ён (14)                   | не участвовала     | RUSЕ. Дьяченко (19) П 12:15      | завершила выступление      | завершила выступление     | завершила выступление | завершила выступление | 20    |
| командная сабля       |                                  | не проводится      | не проводится                    | не проводится              |                           |                       |                       |       |

### Футбол

#### Мужчины
Олимпийская сборная Республики Корея квалифицировалась на Игры, завоевав серебряные медали на молодёжном чемпионате Азии 2016 года. В мужском олимпийском турнире примут участие сборные, составленные из игроков не старше 23 лет (родившиеся после 1 января 1993 года). Также в заявку могут войти не более 3-х футболистов старше этого возраста.
Состав
| №                     | Имя             | Клуб                   | Дата рождения    | Возраст | Игр     | Голов   |
| Вратари               | Вратари         | Вратари                | Вратари          | Вратари | Вратари | Вратари |
| --------------------- | --------------- | ---------------------- | ---------------- | ------- | ------- | ------- |
| 1                     | Ким Тон Джун    | Соннам                 | 19 декабря 1994  | 21      | 0       | 0       |
| 18                    | Ку Сон Юн       | Консадоле Саппоро      | 27 июня 1994     | 22      | 1       | 0       |
| Защитники             |                 |                        |                  |         |         |         |
| 2                     | Сим Сан Мин     | Сеул                   | 21 мая 1993      | 23      | 1       | 0       |
| 3                     | Ли Сыль Чхан    | Чоннам Дрэгонз         | 15 августа 1993  | 22      | 1       | 0       |
| 5                     | Чхве Гю Бэк     | Чонбук Хёндэ Моторс    | 23 января 1994   | 22      | 1       | 0       |
| 6                     | Чан Хён Су* (к) | Гуанчжоу Фули          | 28 сентября 1991 | 24      | 1       | 0       |
| 13                    | Пак Тон Джин    | Кванджу                | 10 декабря 1994  | 21      | 0       | 0       |
| 15                    | Чон Сын Хён     | Ульсан Хёндэ           | 3 апреля 1994    | 22      | 1       | 0       |
| Полузащитники         |                 |                        |                  |         |         |         |
| 4                     | Ким Мин Тхэ     | Вегалта Сэндай         | 26 ноября 1993   | 22      | 1       | 0       |
| 8                     | Мун Чхан Джин   | Пхохан Стилерс         | 12 июля 1993     | 23      | 1       | 0       |
| 10                    | Рю Сын У        | Байер Леверкузен       | 17 декабря 1993  | 22      | 1       | 3       |
| 12                    | Ли Чхан Дон     | Кванджу                | 10 января 1993   | 23      | 0       | 0       |
| 14                    | Пак Ён У        | Сеул                   | 10 сентября 1993 | 22      | 0       | 0       |
| 16                    | Квон Чхан Хун   | Сувон Самсунг Блюуингз | 30 июня 1994     | 22      | 1       | 2       |
| 17                    | Ли Чхан Мин     | Чеджу Юнайтед          | 20 января 1994   | 22      | 1       | 0       |
| Нападающие            |                 |                        |                  |         |         |         |
| 7                     | Сон Хын Мин*    | Тоттенхэм Хотспур      | 8 июля 1992      | 24      | 1       | 1       |
| 9                     | Сок Хён Джун*   | Порту                  | 29 июня 1991     | 25      | 1       | 2       |
| 11                    | Хван Хи Чхан    | Ред Булл Зальцбург     | 26 января 1996   | 20      | 1       | 0       |
| Главный тренер        |                 |                        |                  |         |         |         |
| Флаг Республики Корея | Син Тхэ Ён      | Син Тхэ Ён             | 11 октября 1970  | 45      |         |         |

Результаты
Групповой этап (Группа C)
| М | Команда          | И | В | Н | П | Мячи   | ±   | О |
| - | ---------------- | - | - | - | - | ------ | --- | - |
| 1 | Республика Корея | 3 | 2 | 1 | 0 | 12 − 3 | +9  | 7 |
| 2 | Германия         | 3 | 1 | 2 | 0 | 15 − 5 | +10 | 5 |
| 3 | Мексика          | 3 | 1 | 1 | 1 | 7 − 4  | +3  | 4 |
| 4 | Фиджи            | 3 | 0 | 0 | 3 | 1 − 23 | −22 | 0 |

| 4 августа 2016 17:00 UTC-3 | \| Фиджи \| 0:8 (0:1) Отчёт \| Республика Корея \| \| \| Голы \| Рю Сын У 32′, 63′, 93′ · Квон Чхан Хун 62′, 63′ · Сон Хын Мин 72′ (пен.) · Сок Хён Джун 77′, 90′ \| | Стадион: Фонте-Нова, Салвадор Зрителей: 16 000 Судья: Маланг Дьедхиу                             |
| Фиджи                      | 0:8 (0:1) Отчёт | Республика Корея                                                                                 |
|                            | Голы | Рю Сын У 32′, 63′, 93′ · Квон Чхан Хун 62′, 63′ · Сон Хын Мин 72′ (пен.) · Сок Хён Джун 77′, 90′ |

| 7 августа 2016 16:00 UTC-3     | \| Германия \| 3:3 (1:1) Отчёт \| Республика Корея \| \| Гнабри 33′, 90+2′ · Зельке 55′ \| Голы \| Хван Хи Чхан 25′ · Сон Хын Мин 57′ · Сок Хён Джун 86′ \| | Стадион: Фонте-Нова, Салвадор Зрителей: 17 121 Судья: Нестор Питана |
| Германия                       | 3:3 (1:1) Отчёт | Республика Корея                                                    |
| Гнабри 33′, 90+2′ · Зельке 55′ | Голы | Хван Хи Чхан 25′ · Сон Хын Мин 57′ · Сок Хён Джун 86′               |

| 10 августа 2016 16:00 UTC-3 | \| Республика Корея \| 1:0 (0:0) Отчёт \| Мексика \| \| Квон Чхан Хун 77′ \| Голы \| \| | Стадион: Национальный стадион, Бразилиа Зрителей: 19 332 Судья: Клеман Тюрпен |
| Республика Корея            | 1:0 (0:0) Отчёт                                                                         | Мексика                                                                       |
| Квон Чхан Хун 77′           | Голы                                                                                    |                                                                               |

### Хоккей на траве

#### Женщины
Женская сборная Республики Корея квалифицировалась на Игры, завоевав золотые медали Азиатских игр 2014 года.
Состав
| Номер         | Имя     | Дата рождения | Рост, см | Вес, кг | Клуб    | Игры    | Голы    |
| Вратари       | Вратари | Вратари       | Вратари  | Вратари | Вратари | Вратари | Вратари |
| ------------- | ------- | ------------- | -------- | ------- | ------- | ------- | ------- |
|               |         |               |          |         |         |         |         |
| Защитники     |         |               |          |         |         |         |         |
|               |         |               |          |         |         |         |         |
| Полузащитники |         |               |          |         |         |         |         |
|               |         |               |          |         |         |         |         |
| Нападающие    |         |               |          |         |         |         |         |
|               |         |               |          |         |         |         |         |

| Имя         | Гражданство | Дата рождения |
| ----------- | ----------- | ------------- |
| Хан Джин Су | Южная Корея |               |

Результат
Групповой этап (Группа A)
| Место | Команда          | И | В | Н | П | ГЗ | ГП | +/- | Очки |
| ----- | ---------------- | - | - | - | - | -- | -- | --- | ---- |
| 1     | Нидерланды       | 5 | 4 | 1 | 0 | 13 | 1  | +12 | 13   |
| 2     | Новая Зеландия   | 5 | 3 | 1 | 1 | 11 | 5  | +6  | 10   |
| 3     | Германия         | 5 | 2 | 1 | 2 | 6  | 6  | 0   | 7    |
| 4     | Испания          | 5 | 2 | 0 | 3 | 6  | 12 | -6  | 6    |
| 5     | Китай            | 5 | 1 | 2 | 2 | 3  | 5  | -2  | 5    |
| 6     | Республика Корея | 5 | 0 | 1 | 4 | 3  | 13 | -10 | 1    |

| 7 августа 2016 10:00 UTC-3                                                      | \| Новая Зеландия \| 4:1 (1:0, 2:0, 1:0, 0:1) Протокол \| Республика Корея \| \| Кирстен Пирс 10' · Шарлотта Харрисон 19' · Джемма Флинн 21' · Петри Уэбстер 34' \| Голы \| Ким Хюн Чжи 55' \| | Олимпийский хоккейный центр, Рио-де-Жанейро Судьи: Фаннеке Алкемаде, Тиэко Сома |
| Новая Зеландия                                                                  | 4:1 (1:0, 2:0, 1:0, 0:1) Протокол | Республика Корея                                                                |
| Кирстен Пирс 10' · Шарлотта Харрисон 19' · Джемма Флинн 21' · Петри Уэбстер 34' | Голы | Ким Хюн Чжи 55'                                                                 |

| 8 августа 2016 17:00 UTC-3                                  | \| Нидерланды \| 4:0 (1:0, 1:0, 1:0, 1:0) Протокол \| Республика Корея \| \| Келли Йонкер 9', 30', 42' · Карлин Дирксе ван дер Хёвел 46' \| Голы \| \| | Олимпийский хоккейный центр, Рио-де-Жанейро Судьи: Келли Хадсон Сара Уилсон |
| Нидерланды                                                  | 4:0 (1:0, 1:0, 1:0, 1:0) Протокол | Республика Корея                                                            |
| Келли Йонкер 9', 30', 42' · Карлин Дирксе ван дер Хёвел 46' | Голы |                                                                             |

| 10 августа 2016 12:30 UTC-3            | \| Германия \| 2:0 (0:0, 0:0, 0:0, 2:0) Протокол \| Республика Корея \| \| Ханна Крюгер 55' · Лиза Альтенбург 59' \| Голы \| \| | Олимпийский хоккейный центр, Рио-де-Жанейро Судьи: Мишель Жубер Кайли Сеймур |
| Германия                               | 2:0 (0:0, 0:0, 0:0, 2:0) Протокол                                                                                               | Республика Корея                                                             |
| Ханна Крюгер 55' · Лиза Альтенбург 59' | Голы |                                                                              |

| 12 августа 2016 10:00 UTC-3 | \| Республика Корея \| \| Китай \| | Олимпийский хоккейный центр, Рио-де-Жанейро |
| Республика Корея            |                                    | Китай                                       |

| 13 августа 2016 17:00 UTC-3 | \| Республика Корея \| \| Испания \| | Олимпийский хоккейный центр, Рио-де-Жанейро |
| Республика Корея            |                                      | Испания                                     |